# Meleon solitaria
Meleon solitaria là một loài nhện trong họ Salticidae.
Loài này thuộc chi Meleon. Meleon solitaria được Roger de Lessert miêu tả năm 1927.